# Salvatore Gravano

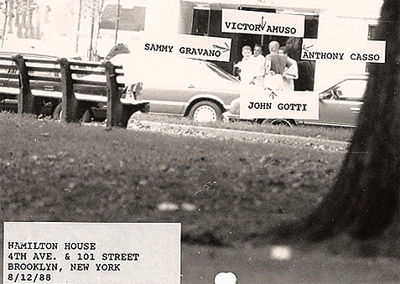
Em uma foto de vigilância do FBI, pode-se ver Gravano, Gotti, Amuso e Casso, após uma reunião.

Salvatore "Sammy the Bull" Gravano (nascido em 12 de março de 1945) é um mafioso americano que se tornou o subchefe da Família criminosa Gambino. Gravano teve um papel importante na ascensão e queda de John Gotti, que se tornou o chefe dos Gambinos. Ele mais tarde ajudou o governo dos Estados Unidos a processar Gotti dando testumunho dos seus crimes, ajudando também a colocar outros mafiosos na cadeia. No final, Gravano confessou ainda participação em pelo menos 19 assassinatos e dezenas de empreendimentos criminosos.

## Biografia
Nascido e criado no Brooklyn, filho de imigrantes sicilianos, Sammy começou a cometer crimes ainda quando adolescente. Seu apelido, "The Bull", veio após um homem feito da Máfia ter testemunhado o jovem Gravano espancar um grupo de garotos que haviam roubado sua bicicleta. O homem teria dito que ele "lutou como um touro". O local onde Gravano vivia, o bairro de Bensonhurst, era dominado pela Família Profaci, que tinha laços com os Colombo, e não demorou muito tempo para ele começar a trabalhar para a Cosa Nostra, sendo apadrinhado por Anthony Spero. Gravano começou se envolvendo com furto, sequestros e assalto à mão armada, antes de colocar suas mãos em negócios de racketeering, agiotagem e apostas ilegais. Em pouco tempo, Gravano começou a se relacionar bem com os membros da máfia e se tornou querido por Joe Colombo, chefe dos Colombo. Seu sucesso acabou atraindo rivais e devido a rixas internas e o medo de ser assassinado, Gravano teve que fugir. Foi permitido que ele, sem consequências, pudesse deixar a Família Colombo e se juntar aos Gambinos. Gravano então se aproximou do capo Salvatore "Toddo" Aurello e começou a trabalhar com furtos e roubos, sendo muito bem sucedido nisso. Em 1976, ele foi formalmente iniciado como um homem feito na Família Gambino.
Em 1978, Paul Castellano, chefe dos Gambinos, ordenou a morte de Nicholas Scibetta, por estar envolvido com drogas e por ter insultado a filha de George DeCicco, um poderoso caporegime. Scibetta era cunhado de Gravano, e Frank DeCicco, sobrinho de George, notificou ele da ordem de morte contra o marido de sua irmã. Furioso, Gravano afirmou que ele mataria Castellano antes. Porém, pouco depois, ele se acalmou e não retaliou quando Scibetta foi assassinado, afirmando: "Eu fiz um juramento que a Cosa Nostra viria antes de tudo". Gravano continuou trabalhando na área de Bensonhurst e liderou vários empreendimentos, legais e ilegais. Já o chefão, Castellano, favorecia enfatizar esquemas mais sofisticados envolvendo construção, transporte e eliminação de lixo em vez de atividades tradicionais de nível de rua, como agenciamento de empréstimos, jogos de azar e sequestros. Gravano começou então a trabalhar no setor de construção e fez muito dinheiro na área. Ainda assim, sua reputação como durão não foi afetada. No começo da década de 1980, ele participou dos assassinatos do mafioso John "Johnny Keys" Simone e do empresário Frank Fiala, ações que colocaram o nome de Gravano em notoriedade na Máfia, inclusive no alto escalão da Comissão (a chefia das Cinco Famílias de Nova Iorque).
Em meados da década de 1980, a Máfia controlava quase todo o setor de construção de Nova Iorque e Gravano prosperava nessa área. Enquanto isso, o FBI aumentou sua pressão sobre a Família Gambino. Em agosto de 1983, três membros da gangue de John Gotti — Angelo Ruggiero, John Carneglia e Gene Gotti — foram indiciados por envolvimento com tráfico de heroína. Um furioso Paul Castellano, que desaprovava o tráfico de drogas por chamar atenção demais das autoridades, jurou matar os envolvidos. Gotti, que já não se dava tão bem com Castellano, começou, junto com Ruggiero, a planejar a morte de Castellano para proteger seus amigos e irmão. Gotti não tardou em pedir apoio a Gravano, que era um dos principais capitães de Castellano. Após hesitar um pouco, Gravano decidiu apoiar a ação de Gotti e os dois passaram a trabalhar juntos. Gravano ficou impressionado com a capacidade organizacional e inteligência de Gotti. Em 16 de dezembro de 1985, Paul Castellano e seu segurança Thomas Bilotti foram abordados e mortos por um grupo de homens armados com pistolas, perto de um restaurante em Midtown Manhattan. Gotti e Gravano estavam perto, num carro, supervisionando o atentado. Em 26 de janeiro de 1986, numa reunião com seus capitães, Gotti se nomeou o novo Chefe da Família Gambino. Frank DeCicco, que apoiara o assassinato de Castellano, foi apontado como Subchefe e Gravano foi elevado a patente de capo. Três meses depois, contudo, DeCicco acabou sendo morto num atentado a bomba, com os executores, Victor Amuso e Anthony Casso, agindo sob ordens de Vincent Gigante, chefe da Família Lucchese. A morte de DeCicco foi um ato de vingança pelo homicídio de Castellano. Gravano, junto com Angelo Ruggiero, foram promovidos ao posto de subchefes. Em junho de 1986, Gravano assumiu o controle da sede local do Teamsters, um dos maiores sindicatos da região e do país. Ele usou suas novas posições de poder para aumentar sua riqueza e logo se tornou um dos mafiosos mais ricos de Nova Iorque. Porém, esse sucesso significou mais atenção para ele por parte do FBI. Ao mesmo tempo, a lucrativa amizade com Gotti começou a se deteriorar, quando este começou a invejar o dinheiro que Gravano fazia. Mesmo assim, Gravano continuou buscando ainda mais poder e ordenou, com a aprovação de Gotti, os assassinatos de diversos mafiosos, incluindo alguns membros da sua mesma família criminosa, como o capo Tommy Spero. Gotti então nomeou Gravano como seu subchefe e segundo em comando.
Ao final de 1990, o FBI apertou o cerco contra a Máfia. Vários chefões já haviam sido presos nos anos anteriores e parecia que apenas os Gambinos tinham saído ilesos das ações do governo federal, mas isso não durou muito. Em dezembro de 1990, o FBI prendeu Gravano, Gotti e Frank Locascio. Gravano foi indiciado em uma acusação leve de racketeering e se declarou culpado para cumprir uma pena menor. John Gotti, por outro lado, foi indiciado por cinco assassinatos, obstrução da justiça, racketeering, extorsão e evasão fiscal, enfrentando uma sentença bem maior. Para garantir sua condenação, as autoridades federais precisavam de mais provas. Eles então se aproximaram de Gravano e mostraram para ele fitas dos grampos de Gotti, mostrando o chefe falando sobre como ele achava que Gravano era ganancioso demais e planejava culpa-lo pelos assassinatos de DiBernardo, Milito e Dibono. Gravano ficou enfurecido e desiludido e decidiu cooperar com as autoridades, testemunhando e entregando provas contra seus chefes, particularmente John Gotti. Até aquele momento, Gravano se tornou um dos mafiosos de mais alta patente dentro das Cinco Famílias a quebrar o juramento de sangue e cooperar com o governo. Como resultado dos seus testemunhos, Gotti e Frank Locascio foram sentenciados a prisão perpétua sem chance de condicional, em junho de 1992. Em 26 de setembro de 1994, um juiz federal condenou Gravano a cinco anos de prisão, mas como ele já havia servido quase quatro anos, ele passou apenas o próximo ano na cadeia. Em 1995, Gravano foi solto e entrou para o Programa de Proteção a Testemunhas, se assentando no Arizona, mas largou o programa no mesmo ano.
Em 1997, Gravano serviu como consultor para sua biografia, intitulada Underboss, escrita por Peter Maas. Em fevereiro de 2000, Gravano e outras quarenta pessoas (incluindo membros de sua família) foram presas por crimes relacionados a tráfico de drogas. Em 2002, ele foi condenado por uma corte em Nova Iorque a vinte anos de cadeia, recebendo uma outra sentença, de dezenove anos, no Arizona. Ele chegou a cumprir pena na prisão de segurança máxima de ADX Florence. Ele foi solto em setembro de 2017, aos 72 anos de idade. Antes e depois de sua soltura, se envolveu com consultoria para livros e deu diversas entrevistas sobre sua vida na Máfia. Em 2020, Gravano abriu um canal no Youtube e começou um podcast onde falava sobre seu passado e curiosidades a respeito da Cosa Nostra.